# Handbal op de Pan-Amerikaanse Spelen 2015
Handbal is een van de sporten die beoefend werden tijdens de Pan-Amerikaanse Spelen 2015 in Toronto, Canada. Het vrouwentoernooi in het Enercare Centre begon op donderdag 16 juli en eindigde vrijdag 24 juli. De mannen begonnen een dag later. Hun toernooi eindigde op zaterdag 25 juli. Aan het evenement deden 239 sporters mee uit negen landen.
De twee winnaars plaatsten zich rechtstreeks voor de Olympische Spelen 2016 in Rio de Janeiro. Bij zowel de mannen als de vrouwen ging het olympisch ticket echter naar de nummer twee Argentinië, omdat in beide gevallen Brazilië het toernooi won en het gastland op voorhand al was geplaatst voor het olympisch toernooi, ruim een jaar later in eigen land. Chili (mannen) en Uruguay (vrouwen) werden op basis van hun derde plaats doorverwezen naar het Olympisch kwalificatietoernooi.

## Medaillewinnaars
| Categorie         | Goud | Zilver | Brons |
| ----------------- | --- | --- | --- |
| Mannen » Details  | Brazilië Maik Santos Henrique Teixeira Fernando Pacheco Filho Bruno Santana Raul Campos Lucas Cândido Diogo Hubner Thiagus dos Santos Alexandro Pozzer Felipe Borges Fábio Chiuffa Vinícius Teixeira Oswaldo Guimarães André Soares César Almeida                            | Argentinië Matías Schulz Federico Fernández Federico Pizarro Sebastián Simonet Pablo Portela Diego Simonet Pablo Simonet Leonardo Querín Federico Vieyra Fernando García Juan Pablo Fernández Gonzalo Carou Damián Migueles Adrián Portela Sergio Crevatín | Chili Felipe Barrientos Sebastián Ceballos Alfredo Valenzuela Pablo Baeza Nicolás Jofre Diego Reyes Erik Caniu Javier Frelijj Cristián Moll Felipe Maurín Guillermo Araya Esteban Salinas René Oliva Rodrigo Salinas Marco Oneto               |
| Vrouwen » Details | Brazilië Alexandra do Nascimento Samira Rocha Daniela Piedade Amanda Andrade Tamires Morena Lima Fernanda da Silva Ana Paula Rodrigues Jéssica Quintino Bárbara Arenhart Francielle da Rocha Mayssa Pessoa Elaine Barbosa Jaqueline Anastácio Célia Coppi Deonise Fachinello | Argentinië Marisol Carratú Lucía Haro Manuela Pizzo Luciana Salvado Rocío Campigli Amelia Belotti Luciana Mendoza Victoria Crivelli Antonella Gambino Valentina Kogan Valeria Bianchi Antonela Mena Macarena Sans Macarena Gandulfo Elke Karsten           | Uruguay Eliana Falco Soledad Faedo Martina Barreiro Alejandra Scarrone Camila Vázquez Camila Barreiro Leticia Schinca Alejandra Ferrari Viviana Ferrari Paula Fynn Iara Grosso Daniela Scarrone Paola Santos Patricia Re Aquines Federica Cura |

## Medaillespiegel
| Plaats | Land       | Goud | Zilver | Brons | Totaal |
| 1      | Brazilië   | 2    | 0      | 0     | 2      |
| 2      | Argentinië | 0    | 2      | 0     | 2      |
| 3      | Chili      | 0    | 0      | 1     | 1      |
| 3      | Uruguay    | 0    | 0      | 1     | 1      |
| Totaal | Totaal     | 2    | 2      | 2     | 6      |